# 衛仲樂
衛仲樂（1909年3月21日—1997年4月7日），原名秉濤、又名崇福，中國民族樂器演奏家，擅琵琶，被稱爲“琵琶大王”，此外還通古琴、二胡、簫、笛、京胡、月琴、三弦、瑟（大同樂會仿製），也工於小提琴、鋼琴、指揮。曾擔任二至六届全国政协委员。

## 生平
衛仲樂於宣統元年二月廿一（1909年3月21日）出生於上海，生父姓殷，是一名碼頭工人。他是父親九個子女中的老幺，因家境貧寒，其生父將他賣給了一名姓衛的寡婦，因而隨母姓。後者給他取名秉濤、又名崇福。衛家亦不富庶，因而自小就被送出去當學徒。然而即使在這種境地中，衛秉濤依然堅持在夜間抽空自學簫和笛。
1929年上海大同樂會招收成員，衛秉濤被選中。在大同樂會中，他向鄭覲文、汪昱庭、吳劍嵐、周空明、蘇少卿、柳堯章等人學習古琴、琵琶、瑟、二胡、小提琴等樂器。後來他得到樂務主任鄭覲文的賞識，爲他改名仲樂。1933年在上海商會籌資、明星影片公司拍攝的紀錄片中以琵琶演奏《十面埋伏》，又以琵琶領奏《春江花月夜》。同年5月21日的上海大光明電影院開幕晚會上，再次琵琶獨奏《十面埋伏》。1935年2月，鄭覲文逝世，衛仲樂以副主任之職接任大同樂會樂務主任。同年加入沈知白等建立的中國音樂研究會。
其1934年3月在百代唱片公司錄製的專輯《醉漁唱晚》為最早的古琴唱片，1939年又在美國Musicraft公司錄製《中國古典音樂》(Chinese Classical Music)四張唱片（共八面）， 為最早在海外發行的古琴唱片，亦曾受邀在紐約的電視節目上介紹中國音樂。
抗日戰爭爆發後，衛仲樂在1938年7月受香港妇女救济兵灾会邀請，與許光毅、罗松泉等一起到香港義演，8月6日至7日連續演出兩場，所得款項皆賑濟災民。次年10月應國際紅十字會成員谭霭芙之邀加入中國文化劇團，與孫裕德、許光毅一起前往美國義演，籌集善款以賑濟中國災民。歸國之前曾在紐約電臺演奏古琴，並由Musioaff公司錄製了四張八首琵琶曲，在美國發行。
1940年2月下旬回國，通過沈知白的介紹，衛仲樂成爲滬江大學國樂教授。此時大同樂會因鄭覲文之子郑玉荪和戰爭干擾，已不復存在，因而衛仲樂在其原址建起“仲樂音樂館”。1941年與金祖禮、许光毅等人一起成立中國管絃樂隊。1949年成爲上海音樂學院教授，1956年成爲該校民樂系副主任，後來又成为主任。1962年擔任中国音乐家协会上海分会的副主席。另曾多次在上海八仙橋青年會舉行音樂會。
文化大革命爆發之後，衛仲樂被當作“反動學術權威”打倒，其弟子屠偉剛買通看守人員才得以保證其正常起居。

## 作品
- 《中國古樂唱片》
- 《卫仲乐琵琶演奏曲集》[13]
- 《衛仲樂演奏曲集：音樂藝術七十年紀念》[14]

## 外部連結
- YouTube上的衛仲樂演奏之〈流水〉
- YouTube上的衛仲樂演奏之〈醉漁唱晚〉
- YouTube上的衛仲樂演奏之〈陽關三疊〉
- YouTube上的衛仲樂演奏之〈陽春白雪〉